# Las Fincas Viejas
Las Fincas Viejas är en ort i Mexiko.   Den ligger i kommunen Técpan de Galeana och delstaten Guerrero, i den södra delen av landet, 280 km sydväst om huvudstaden Mexico City. Las Fincas Viejas ligger 713 meter över havet och antalet invånare är 148.
Terrängen runt Las Fincas Viejas är kuperad västerut, men österut är den bergig. Terrängen runt Las Fincas Viejas sluttar västerut. Runt Las Fincas Viejas är det ganska tätbefolkat, med 52 invånare per kvadratkilometer. Närmaste större samhälle är Atoyac de Álvarez, 16,8 km sydost om Las Fincas Viejas. I omgivningarna runt Las Fincas Viejas växer huvudsakligen savannskog.